# Association des Cinémathèques Européennes
Die Association des Cinémathèques Européennes ist der europäische Kinemathekenverbund mit Sitz in Brüssel. In ihm sind 49 regionale und nationale Filmarchive in Europa versammelt, die in der internationalen Vereinigung Fédération Internationale des Archives du Film Mitglied sind. Die Mitgliedschaft im ACE ist an eine Mitgliedschaft im FIAF gebunden.
Die Vereinigung wurde 1991 unter dem Namen Association des Cinémathèques de la Communauté Européenne (ACCE) gegründet. Finanziert wurde es von dem Vorläufer der Europäischen Union, der Europäischen Wirtschaftsgemeinschaft mit Hilfe des Media 1 Programms. Zugleich startete mit dem Projetto LUMIERE ein Programm zur Restaurierung und Suche nach verlorenen europäischen Filmen, das jedoch 1996 schon wieder endete.
Im Rahmen des im Anschluss aufgelegten Media II Programms erfolgte durch Beschluss der bisher beteiligten Filmarchive eine leichte Neuausrichtung des ACCE über die Grenzen der damaligen Europäischen Gemeinschaft hinaus auf das geographische Europa, damit verbunden war die Umbenennung auf den heutigen Namen.
Erklärtes Ziel der ACE ist es, das europäische Filmerbe zu bewahren und sicherzustellen, dass es auch nachfolgenden Generationen zur Verfügung steht. Konkreter heißt dies, dass die ACE sich als Interessenvertretung für den europäischen Film engagiert, indem sie auf das öffentliche Interesse und auf Entscheidungsträger einwirkt und Gelder für die Sicherung der filmischen Medien sammelt. Zudem setzt sie sich für die Verbesserung der ökonomischen und rechtlichen Bedingungen der europäischen Filmarchive ein und koordiniert Bemühungen um Erhalt, Restaurierung und Digitalisierung der Filme in den Archiven. Nicht zuletzt möchte die ACE Technik und Wissenschaft ermutigen, in diesem Feld zu forschen und Verfahren neu oder weiterzuentwickeln.
Präsidentin war von 2004 bis 2012 Claudia Dillmann, die Direktorin des Deutschen Filminstituts in Frankfurt am Main, neuer Präsident seit Juli 2012 ist Nicola Mazzanti, Direktor der Cinémathèque royale de Belgique, Brüssel.